# Norra Kvarnetjärnet
Norra Kvarnetjärnet är en sjö i Bengtsfors kommun i Dalsland och ingår i Göta älvs huvudavrinningsområde.